# Roßbach (Górna Austria)
Roßbach – miejscowość i gmina w Austrii, w kraju związkowym Górna Austria, w powiecie Braunau am Inn. Liczy 942 mieszkańców.